# Acido cis-7-esadecenoico
L'acido cis-7-esadecenoico o 7-palmitoleico, chiamato anche come il suo isomero trans acido ipogeico, è un acido grasso lineare composto da 16 atomi di carbonio, con 1 doppio legame in posizione 7=8 in configurazione cis.
La sua notazione delta è 16:1Δ7c
con formula di struttura: 
```
CH
3
-(CH
2
)
7
-CH=CH-(CH
2
)
5
-COOH
```

Il suo nome IUPAC è acido (Z)-esadec-7-enoico.
È un acido omega-9 di scarso interesse nutrizionale con notazione abbreviata 16:1n-9.
L'acido cis-7-esadecenoico può essere rilevato nel latte e colostro umano e animale.
È stato identificato legato nei lipidi cellulari, soprattutto fosfolipidi umani e animali. Verrebbe biosintetizzato per β-ossidazione dall'acido oleico.  Si trova negli oli di semi di alcune piante della famiglia Euphorbiacae (≈3%) dei generi Salvia (≈5%) e Ranunculus (≈3%).
Nell'uomo la sua presenza e accumulo in alcune cellule è considerata, da alcuni studi non conclusivi, un marcatore del rischio cardiovascolare.
L'acido cis-7-esadecenoico è stato isolato in colture batteriche autotrofe associate all'accumulo ambientale di solfati e è stato suggerito che livelli inadeguati di questo acido grasso nelle uova, insieme a una carenza di tiamina sia correlato con la morte precoce delle trote di lago.